# くじら座ガンマ星
くじら座γ星（くじら座ガンマせい、γ Cet）は、くじら座に位置する恒星で3等星。

## 特徴
この星は、実際には多重星である。地球からは、Aより2.8秒離れた位置にBが見える。AとBは70天文単位以上離れており、320年以上の軌道周期を持つ。地球からは、AとBのペアより15分離れた位置にCが見える。Cは、AとBの重力の影響を受けていると推測されている。その場合、AとBのペアとCは21,000天文単位以上離れており、軌道周期は150万年以上となる。
AやBの位置からCを見た場合、-1.9等級に見える。Cの位置からAやBを見た場合、金星と同程度の明るさの星と、金星の20倍以上の明るさ星として、肉眼で容易に分離できる。
将来的に、AとBはそれぞれ白色矮星となり、Cは星系から離脱すると推測されている。
| 指標         | 構成要素 | 構成要素 | 構成要素 |
| 指標         | A        | B        | C        |
| ------------ | -------- | -------- | -------- |
| スペクトル型 | A2Vn     | F3       | K5       |
| 視等級       | 3.540    | 6.25     | 10.1     |
| 絶対等級     |          |          |          |
| 質量 (M☉)    | 2        | 1.3      | 0.6      |
| 半径 (R☉)    |          |          |          |
| 光度 (L☉)    | 19       | 1.6      | 0.1      |
| 表面温度 (K) | 8,700    |          |          |

## 名称
γ星Aの固有名カファルジドマ (Kaffaljidhma) は、アラビア語で「手の一部」を意味する Al Kaff al Jidhmah に由来する。これは元々くじら座の頭部に当たる輪形の星々に与えられた名前であり、アラビア起源の星座の拳または開いた指を指していたものと考えられている。2017年2月1日に国際天文学連合の恒星の命名に関するワーキンググループ (Working Group on Star Names, WGSN) は、Kaffaljidhma をくじら座γ星Aの固有名として正式に承認した。